# Реймерс, Николас
Николас (Николаус) Реймерс Бэр (нем. Nicolaus Reimers Baer, 1551—1600) — придворный астроном и астролог (официально именовавшийся «математиком») австрийского императора Рудольфа II. Известен также под прозвищем Урсус (Ursus), полученным буквальным переводом нем. Baer (Bär) (медведь) на латинский. Активный участник споров XVI века о выборе системы мира (геоцентризм, гелиоцентризм, гео-гелиоцентризм). Хотя  Реймерс придерживался гео-гелиоцентризма, он перевёл на немецкий язык книгу Коперника О вращении небесных сфер, чем способствовал её популярности.
В честь учёного в 1935 году назван лунный кратер Реймерс на видимой стороне Луны.

## Биография и научная деятельность
Реймерс родился в бедной крестьянской семье в датском Хенштедте (сейчас это Германия), до 18 лет был свинопасом. От природы любознательный, он сумел получить широкое образования — к 18 годам самостоятельно освоил математику, латынь, греческий и французский языки. Его судьбу изменила встреча с известным учёным и общественным деятелем Генрихом Ранцау, который оценил талант юноши и способствовал его образованию. В 1580 году Реймерс опубликовал собственноручно написанный учебник латинской грамматики, а в 1583 году — трактат по геодезии «Geodaesia Ranzoviana». Ранцау также организована встречу Реймерса с ведущим европейским астрономом Тихо Браге в Ураниборге (1584).
В период 1585—1586 Реймерс занимался частным преподаванием в Померании, затем два года провёл при дворе кассельского ландграфа Вильгельма IV. Там он встретился с другим самоучкой, швейцарцем Йостом Бюрги Поскольку Бюрги не понимал латынь, Реймерс перевёл для него на немецкий книгу Коперника О вращении небесных сфер. Копия перевода сохранилась в Граце, поэтому историки называют её «Grazer Handschrift» (Грацская рукопись). Далее Реймерс стал профессором математики в Страсбурге, а в 1591 году получил приглашение в Прагу к императору Рудольфу, где заодно стал профессором математики Пражского Карлова университета.

Система мира Тихо Браге

В этот период среди астрономов велись споры о выборе одной из трёх систем мира — геоцентризм Клавдия Птолемея, гелиоцентризм Николая Коперника (в те годы ещё не осуждённый католической церковью) и промежуточная гео-гелиоцентрическая, поддержанная Тихо Браге. Реймерс был убеждённым сторонником гео-гелиоцентрической системы и объявил, что он независимо от Браге пришёл к этой идее (она была изложена в его книге «Fundamentum astronomicum», 1588 год). Браге, со своей стороны, обвинил Реймерса в плагиате и отметил, что он опубликовал свою систему раньше, чем Реймерс; на это Реймерс возразил, что идея гео-гелиоцентрической системы не нова. Ещё одним предметом спора Браге и Реймерса стал приоритет открытия математического метода «простаферезис», который до изобретения логарифмов упрощал сложные вычисления.
Следует отметить, что система мира Реймерса имела особенность, отличавшую её от системы Тихо Браге: у Браге Земля была совершенно неподвижна, а у Реймерса Земля совершала суточное вращение вокруг своей оси, тем самым устраняя вращение сферы неподвижных звёзд. Реймерс также объяснил, почему он отверг систему Коперника: в ней Земля совершает два движения, осевое и орбитальное, а это нарушает принцип Аристотеля, который запрещает телу участвовать более чем в одном «естественном» движении. Реймерс также оспаривал утверждение Браге, что планетная сфера Марса пересекается с другими сферами планет, и поэтому эти сферы не могут быть твёрдыми; в системе Реймерса сфера Марса имеет иные размеры, однако и у него орбиты Венеры и Меркурия пересекаются не только со сферой Марса, но и со сферой Юпитера.
Реймерс умер от туберкулёза в Праге в 1600 году. Похоронен в Вифлеемской часовне в Праге. Тихо Браге стал его преемником на посту имперского математика, однако скончался всего год спустя, после чего должность перешла к Кеплеру.

## Труды
- Grammatica Ranzoviana, 1580.
- Geodaesia Ranzoviana, Leipzig 1583.
- Nicolai Raymari Ursi Dithmari Fundamentum astronomicum, Straßburg 1588.
- Metamorphosis Logicae, Straßburg 1589.
- Nicolai Raymari Ursi Dithmarsi Croius Puer seu Carmen Gratulatorium, Straßburg 1589.
- Alt und auch Röm. Schreibkalender auff das Jahr 1593, Erfurt 1592.
- Prognosticon Astrologicum dieses 1593. Jahrs, Erfurt 1592.
- Alt und New Schreibcalender auff das Jahr 1594, Erfurt 1593.
- Allegory to Emperor Rudolph II., 1594.
- Nicolai Raymari Ursi Dithmarsi Parentatio Iacobi Curtii, Prag 1594.
- Nicolai Raimari Ursi Dithmarsi de Astronomicis Hypothesibus, Prag 1597.
- Chronotheatron, Prag 1597.
- Demonstratio Hipotheses Motuum Coelestium, Prag.
- Nicolai Raimari Ursi Dithmarsi Arithmetica Analytica vulgo Cosa oder Algebra, Frankfurt/Oder 1601.
- Nicolai Raimari Ursi Ditmarsi Chronologische Beweisung, posthum Nürnberg 1606, Schleswig 1606, Schleswig 1666.